# Lotta ai Giochi della XXXIII Olimpiade
Le gare di lotta ai Giochi della XXXIII Olimpiade si sono svolte dal 5 all'11 agosto 2024 presso il Grand Palais Éphémère a Parigi, in Francia, durante i Giochi della XXXIII Olimpiade. Erano in palio 18 titoli: 12 di lotta libera (6 maschili e 6 femminili) e 6 di lotta greco-romana (tutti maschili).

## Calendario
| Q | Qualificazioni ed eliminatorie | F | Ripescaggi, finale medaglia di bronzo e finale medaglia d'oro |

| Lotta libera maschile       |   |   |   |   |   |   |   |
| Fino a 57 kg                |   |   |   | Q | F |   |   |
| Fino a 65 kg                |   |   |   |   |   | Q | F |
| Fino a 74 kg                |   |   |   |   | Q | F |   |
| Fino a 86 kg                |   |   |   | Q | F |   |   |
| Fino a 97 kg                |   |   |   |   |   | Q | F |
| Fino a 125 kg               |   |   |   |   | Q | F |   |
| Lotta greco-romana maschile |   |   |   |   |   |   |   |
| Fino a 60 kg                | Q | F |   |   |   |   |   |
| Fino a 67 kg                |   |   | Q | F |   |   |   |
| Fino a 77 kg                |   | Q | F |   |   |   |   |
| Fino a 87 kg                |   |   | Q | F |   |   |   |
| Fino a 97 kg                |   | Q | F |   |   |   |   |
| Fino a 130 kg               | Q | F |   |   |   |   |   |
| Lotta libera femminile      |   |   |   |   |   |   |   |
| Fino a 50 kg                |   | Q | F |   |   |   |   |
| Fino a 53 kg                |   |   | Q | F |   |   |   |
| Fino a 57 kg                |   |   |   | Q | F |   |   |
| Fino a 62 kg                |   |   |   |   | Q | F |   |
| Fino a 68 kg                | Q | F |   |   |   |   |   |
| Fino a 76 kg                |   |   |   |   |   | Q | F |

## Podi

### Uomini
| Evento                   | Oro                  | Argento             | Bronzo                                  |
| Lotta libera             |                      |                     |                                         |
| fino a 57 kg (dettagli)  | Rei Higuchi          | Spencer Lee         | Aman Sehrawat Gulomjon Abdullaev        |
| fino a 65 kg (dettagli)  | Kotaro Kiyooka       | Rahman Amouzad      | Sebastian Rivera Islam Dudaev           |
| fino a 74 kg (dettagli)  | Razambek Zhamalov    | Takatani Daichi     | Kyle Dake Chermen Valiev                |
| fino a 86 kg (dettagli)  | Magomed Ramazanov    | Hassan Yazdani      | Aaron Brooks Dauren Kurugliev           |
| fino a 97 kg (dettagli)  | Akhmed Tazhudinov    | Givi Matcharashvili | Amir Ali Azarpira Magomedkhan Magomedov |
| fino a 125 kg (dettagli) | Geno P'et'riashvili  | Amir Hossein Zare   | Taha Akgül Giorgi Meshvildishvili       |
| Lotta greco-romana       |                      |                     |                                         |
| fino a 60 kg (dettagli)  | Kenichiro Fumita     | Cao Liguo           | Zholaman Sharshenbekov Ri Se-ung        |
| fino a 67 kg (dettagli)  | Saeid Esmaeili       | Parviz Nasibov      | Hasrat Jafarov Luis Orta                |
| fino a 77 kg (dettagli)  | Nao Kusaka           | Demeu Zhadrayev     | Malkhas Amoyan Akzhol Makhmudov         |
| fino a 87 kg (dettagli)  | Semen Novikov        | Alireza Mohmadi     | Žan Belenjuk Turpal Bisultanov          |
| fino a 97 kg (dettagli)  | Mohammad Hadi Saravi | Artur Aleksanyan    | Gabriel Rosillo Uzur Dzhuzupbekov       |
| fino a 130 kg (dettagli) | Mijaín López         | Yasmani Acosta      | Amin Mirzazadeh Meng Lingzhe            |

### Donne
| Evento                  | Oro               | Argento              | Bronzo                          |
| Lotta libera            |                   |                      |                                 |
| fino a 50 kg (dettagli) | Sarah Hildebrandt | Yusneylys Guzmán     | Yui Susaki Feng Ziqi            |
| fino a 53 kg (dettagli) | Akari Fujinami    | Lucía Yépez Guzmán   | Choe Hyo-gyong Pang Qianyu      |
| fino a 57 kg (dettagli) | Tsugumi Sakurai   | Anastasia Nichita    | Helen Maroulis Hong Kexin       |
| fino a 62 kg (dettagli) | Sakura Motoki     | Iryna Koljadenko     | Aisuluu Tynybekova Grace Bullen |
| fino a 68 kg (dettagli) | Amit Elor         | Meerim Zhumanazarova | Nonoka Ozaki Buse Tosun         |
| fino a 76 kg (dettagli) | Yuka Kagami       | Kennedy Blades       | Milaimys Marín Tatiana Rentería |

## Medagliere
| Pos.   | Paese          | Oro | Argento | Bronzo | Totale |
| ------ | -------------- | --- | ------- | ------ | ------ |
| 1      | Giappone       | 8   | 1       | 2      | 11     |
| 2      | Iran           | 2   | 4       | 2      | 8      |
| 3      | Stati Uniti    | 2   | 2       | 3      | 7      |
| 4      | Bulgaria       | 2   | 0       | 0      | 2      |
| 5      | Cuba           | 1   | 1       | 3      | 5      |
| 6      | Georgia        | 1   | 1       | 0      | 2      |
| 7      | Uzbekistan     | 1   | 0       | 1      | 2      |
| 8      | Bahrein        | 1   | 0       | 0      | 1      |
| 9      | Ucraina        | 0   | 2       | 1      | 3      |
| 10     | Cina           | 0   | 1       | 4      | 5      |
| 10     | Kirghizistan   | 0   | 1       | 4      | 5      |
| 12     | Armenia        | 0   | 1       | 1      | 2      |
| 13     | Cile           | 0   | 1       | 0      | 1      |
| 13     | Kazakistan     | 0   | 1       | 0      | 1      |
| 13     | Ecuador        | 0   | 1       | 0      | 1      |
| 13     | Moldavia       | 0   | 1       | 0      | 1      |
| 17     | Azerbaigian    | 0   | 0       | 3      | 3      |
| 18     | Corea del Nord | 0   | 0       | 2      | 2      |
| 18     | Turchia        | 0   | 0       | 2      | 2      |
| 18     | Albania        | 0   | 0       | 2      | 2      |
| 21     | Danimarca      | 0   | 0       | 1      | 1      |
| 21     | India          | 0   | 0       | 1      | 1      |
| 21     | Grecia         | 0   | 0       | 1      | 1      |
| 21     | Norvegia       | 0   | 0       | 1      | 1      |
| 21     | Porto Rico     | 0   | 0       | 1      | 1      |
| 21     | Colombia       | 0   | 0       | 1      | 1      |
| Totale | Totale         | 18  | 18      | 36     | 72     |